# Gélise
Gélise – rzeka we Francji, przepływająca przez tereny departamentów Gers, Lot i Garonna oraz Landy, o długości 92 km. Stanowi lewy dopływ rzeki Baïse. 
Główne miejscowości nad Gélise: Dému, Eauze, Sos, Poudenas, Mézin, Barbaste